# Венгрин Марія Степанівна
Марія Степанівна Венгрин (нар. 9 червня 1960, село Побережне, тепер Городоцького району Львівської області) — українська радянська діячка, оператор машинного доїння корів колгоспу. Депутат Верховної Ради УРСР 11-го скликання.

## Біографія
Освіта середня. Член ВЛКСМ.
У 1977—1980 роках — колгоспниця колгоспу імені Івана Франка Городоцького району Львівської області.
З 1980 року — оператор машинного доїння корів колгоспу імені Івана Франка Городоцького району Львівської області.
Проживає в селі Побережне Городоцького району.

## Нагороди
- ордени
- медалі